# 繁多進
繁多 進（はんた すすむ、1938年 - ）は、日本の心理学者、白百合女子大学名誉教授。鹿児島県大島郡喜界町（奄美群島喜界島）出身。専門領域は発達心理学。
横浜国立大学卒業、東京都立大学大学院修士課程修了。1990年「アタッチメントの発達とその規定因」で東京都立大学より文学博士の学位を取得。江南女子短期大学助教授、横浜国立大学助教授、ロンドンのタビストック・クリニックに留学、白百合女子大学教授。2009年定年、名誉教授。日本におけるアタッチメント研究の第一人者として知られる。

## 著書
- 『父親のやるべきこと10則』サンマーク出版　1983　のち文庫
- 『親と子どもの人間関係―自立心をどう育てるか』(灯台ブックス) 第三文明社　1984
- 『愛着の発達―母と子の心の結びつき』(現代心理学ブックス) 大日本図書　1987
- 『繁多進のしつけの心理学』1-3 あすなろ書房　1988
- 『おかあさん、大好き!』三笠書房　1994
- 『乳幼児期の子育てQ&A』第三文明社　1998　灯台ブックス

## 共編著
- 『二歳～六歳の心理』詫摩武俊,依田明共著　あすなろ書房　1975
- 『母性 こころ・からだ・社会』大日向雅美共編　新曜社　1988
- 『乳幼児発達心理学 子どもがわかる好きになる』編著　福村出版　1999
- 『子育て支援に活きる心理学 実践のための基礎知識』編　新曜社　2009

## 翻訳
- D.ローゼンブルース『タビストック子どもの発達と心理 0歳』新倉涼子共訳　あすなろ書房　1982
- ディリス・ドウズ『タビストック子どもの発達と心理 1歳』新倉涼子共訳　あすなろ書房　1982
- D.ローゼンブルース『タビストック子どもの発達と心理 2-3歳』新倉涼子共訳　あすなろ書房　1982
- エルシー・オズボーン『タビストック子どもの発達と心理 4歳』山上千鶴子共訳　あすなろ書房　1982
- クリストファー・デアー『タビストック子どもの発達と心理 6歳』新倉涼子共訳　あすなろ書房　1984
- エルシー・オズボーン『タビストック子どもの発達と心理 7歳』山上千鶴子共訳　あすなろ書房　1985
- エドナ・オーショネッシー『タビストック子どもの発達と心理 8歳』新倉涼子共訳　あすなろ書房　1986
- エドナ・オーショネッシー『タビストック子どもの発達と心理 9歳』内田みずえ共訳　あすなろ書房　1986
- ヒラリー・ロダム・クリントン『村中みんなで 子どもたちから学ぶ教訓』向田久美子共訳　あすなろ書房　1996　「私たちが子どもの未来のためにできること」ゴマ文庫